# 晋攻曹之战
晋攻曹之战，是指春秋时期晋国对曹国发动的战争。
第一次晋攻曹之战，發生於前632年（周襄王二十年、鲁僖公二十八年、晋文公五年、曹共公二十一年），晋文公率军攻打曹国陶丘（今山东省菏泽市定陶区西北）。前632年春季，晋文公准备攻打依附楚国的曹国，向卫国借路。卫国不答应。晋军从南河渡过黄河，入侵曹国，攻打卫国。正月初九日，占取了五鹿（今河南省清丰县西北）。二月，晋文公发兵包围曹国，攻城，战死的人很多。曹军把晋军的尸体陈列在城上，晋文公声称“在曹国人的墓地宿营”。军队转移。曹人恐惧，把他们得到的晋军的尸体装进棺材运出来，晋军由于曹军恐惧而攻城。三月初八日，晋军进入曹国，晋文公责备曹共公不任用僖负羁，做官坐车的反倒有三百人，并且说当年自己流亡到曹国时，曹共公观看他洗澡，现在罪有应得。下令不许进入僖负羁的家里，同时赦免他的族人，这是为了报答恩惠。魏犫、颠颉放火烧了僖负羁的家。魏犫胸部受伤，晋文公饶恕了魏犫，而杀死颠颉通报全军。随后晋国与楚国进行城濮之战，战后晋国取得霸权，曹国此后依附晋国。
第二次晋攻曹之战，發生於前576年（周简王十年、鲁成公十五年、晋厉公五年、曹成公二年）。前578年，晋军率领诸侯联军和秦军麻隧之战，曹宣公在军中去世。曹国人以公子负刍留守，以公子欣时去迎接曹宣公尸体。秋，公子负刍杀死曹宣公的太子而自立为国君曹成公，诸侯就请求讨伐曹国。晋国以曹国在和秦国作战中有功，说等到以后再讨伐。前576年春季，为了讨伐曹成公，晋厉公和曹成公、鲁成公、卫献公、郑成公、宋国世子成、齐国国佐、邾国人在戚地会盟，会上逮捕了曹成公送到京师。因为曹成公的罪过，《春秋经》记载说“晋侯执曹伯”。